# San Pietro di Caridà
San Pietro di Caridà – miejscowość i gmina we Włoszech, w regionie Kalabria, w prowincji Reggio Calabria.
Według danych na rok 2004 gminę zamieszkiwało 1715 osób, 36,5 os./km².